# Левченко, Сергей Георгиевич
Сергей Георгиевич Левченко (род. 2 ноября 1953, Новосибирск, РСФСР, СССР) — российский политический деятель. Депутат Государственной Думы Федерального собрания Российской Федерации VIII созыва с 19 сентября 2021 года. Первый секретарь Иркутского областного комитета КПРФ с 1993 года, член Президиума ЦК КПРФ.
Губернатор Иркутской области (2 октября 2015 — 12 декабря 2019). Депутат Государственной Думы Федерального Собрания Российской Федерации III (1999—2004), V (2007—2011) и VI (2011—2015) созывов. Депутат Законодательного Собрания Иркутской области (1994—1999, 2004—2007). Член Президиума ЦК КПРФ (2004—2021).
Из-за вторжения России на Украину, находится под международными санкциями Евросоюза, США, Великобритании и ряда других стран

## Биография

### Ранние годы
Родился в Новосибирске. Детство прошло в городском районе, который из-за множества незаконных построек получил простонародное название «Нахаловка». Рос без отца. В детстве и юности активно занимался спортом. Специализировался в лёгкой атлетике, имеет звание кандидата в мастера спорта по десятиборью. В молодости играл в сборной Новосибирской области по баскетболу.

### Образование, трудовая и политическая деятельность
В 1976 году окончил Новосибирский инженерно-строительный институт, а в 1993 году — Российскую академию государственной службы при Президенте РФ.
С 1976 по 1982 год — мастер, прораб, начальник участка Красноярского управления «Стальконструкция» Минмонтажспецстроя СССР. С 1982 по 1987 год — начальник Ангарского управления «Стальконструкция».
С 1987 по 1989 год — председатель Юго-Западного райисполкома г. Ангарска. С 1989 по 1991 год — второй, затем первый секретарь Ангарского горкома КПСС. Избирался депутатом Ангарского районного и Ангарского городского Советов народных депутатов.
В 1992—1999 годах — генеральный директор строительно-монтажного управления «Стальконструкция» в г. Ангарске. В 1994—1996 годах — депутат Законодательного собрания Иркутской области I созыва. В 1997 году впервые баллотировался на пост губернатора Иркутской области. Проиграл Борису Говорину, набрав 18,8 % голосов и заняв второе место.
В декабре 1999 года был избран депутатом Государственной думы III созыва по федеральному списку КПРФ, был членом депутатской Агропромышленной группы, членом Комитета по энергетике, транспорту и связи. В 2001 году во второй раз баллотировался на пост губернатора Иркутской области, в первом туре выборов занял 2-е место, набрав 23,9 % голосов избирателей, во втором туре получил 45,3 % голосов и уступил победу губернатору Борису Говорину (47,6 %). В 2004 году был избран депутатом Законодательного Собрания Иркутской области IV созыва. В 2004—2007 годах был руководителем фракции КПРФ в Законодательном собрании.
2 декабря 2007 года избран депутатом Государственной думы V созыва от КПРФ. 4 декабря 2011 года избран депутатом Государственной думы VI созыва по списку КПРФ (на территории Иркутской области за КПРФ проголосовало 27,79 % избирателей, что является пятым результатом среди регионов России). Исполнял обязанности заместителя председателя Комитета по энергетике.
С 1993 года — первый секретарь Иркутского обкома КПРФ, с апреля 1997 года — член ЦК КПРФ. С 3 июля 2004 года по 25 апреля 2021 года — член Президиума ЦК КПРФ. В 2011 году кандидатура Левченко называлась среди возможных кандидатов от Компартии на президентских выборах 2012 года.
В 2015 году вместе с другим депутатом Государственной думы от Иркутской области Антоном Романовым инициировал частично удовлетворённый Конституционным судом запрос, оспаривающий закон, ограничивающий прямые выборы глав муниципальных образований.
В 2015 году на выборах губернатора Иркутской области выдвинут кандидатом от КПРФ.
По результатам выборов 27 сентября 2015 года победил во втором туре с перевесом в 15 % (получил 56,39 % голосов избирателей) кандидата от партии «Единая Россия» врио губернатора Иркутской области Сергея Ерощенко, набравшего 41,45 % голосов.

### Губернатор Иркутской области

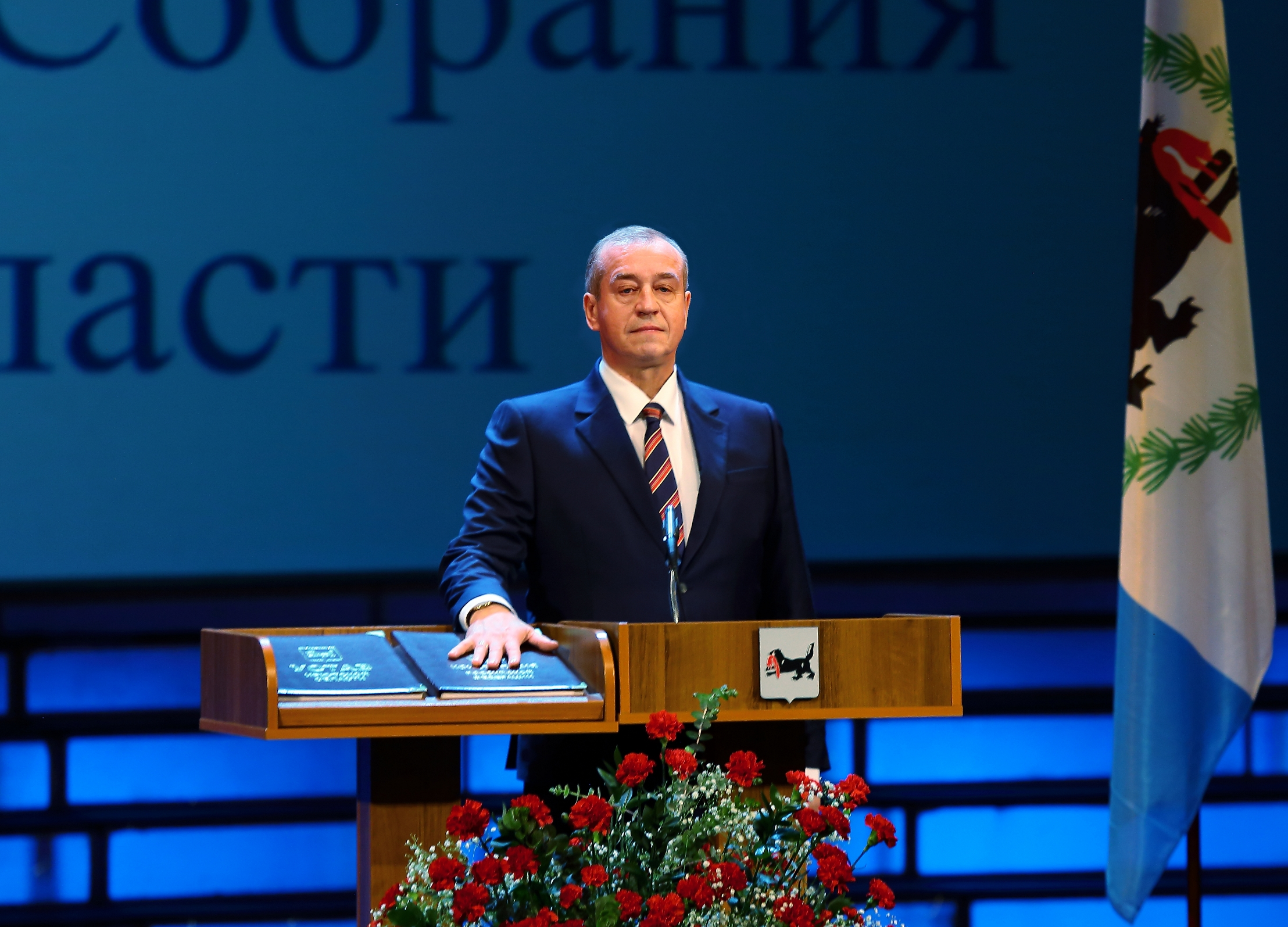
Церемония вступления в должность Губернатора Иркутской области.
Иркутск, 2 октября 2015 года

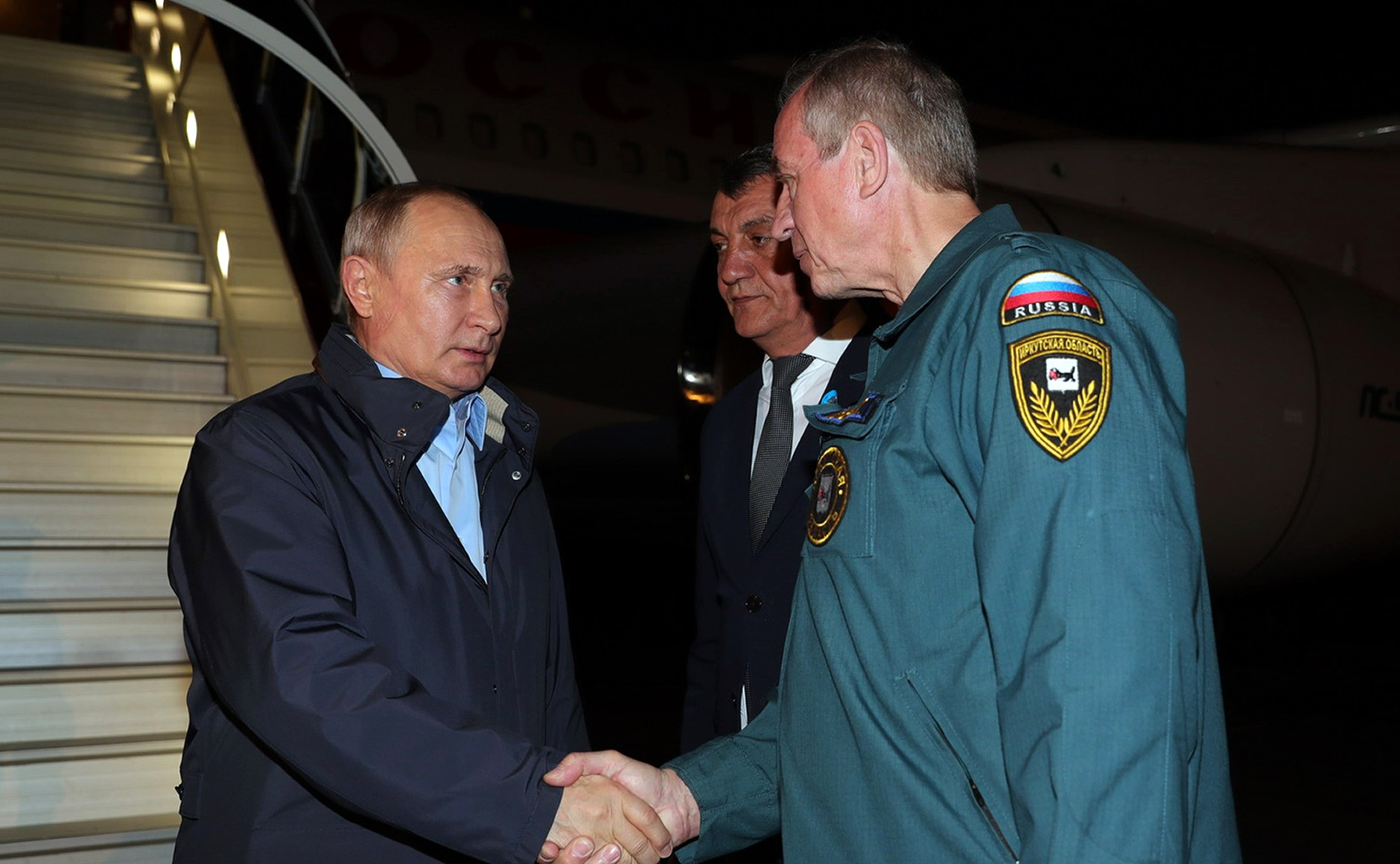
Президент России Владимир Путин
и Сергей Левченко.
Братск, 29 июня 2019 года

2 октября 2015 года вступил в должность Губернатора Иркутской области.
27 мая 2016 года Левченко заявил о планах по возрождению колхозов на отдалённых северных территориях Иркутской области. Хозяйства планируется создавать в отдалённых северных районах, чтобы объединить местных фермеров и предпринимателей.
В 2016 году министром лесного комплекса Иркутской области назначил Сергея Шеверду, который 6 июня 2019 года был задержан сотрудниками ФСБ в аэропорту Шереметьево в Москве по уголовному делу в организации незаконной вырубки 120 га леса на почти миллиард рублей в заказнике Туколонь в Казачинско-Ленском районе. Губернатор Сергей Левченко высказался о его сохранении на посту министра, отметив позитивные изменения в лесной отрасли, в том числе троекратное увеличение поступлений в бюджет за счёт «жёсткой политики наведения порядка». Согласно альтернативной точке зрения, резкий и селективный рост активности в отношении защиты леса может быть вызван негативным отношением к губернатору Иркутской области, и соответственно, попыткой показать его (и КПРФ) недостатки — как альтернативы «Единой России» в условиях значительного падения её рейтинга.
29 сентября 2019 года в СМИ была распространена информация о том, что осенью планируется отставка Левченко на фоне сложной ситуации в регионе после двух волн паводка в июне-июле 2019 года Тогда в пресс-службе областного правительства опровергли это сообщение..
12 декабря 2019 года ушёл в отставку по собственному желанию. Срок его губернаторских полномочий истекал осенью 2020 года.
13 декабря 2019 года Иркутский обком КПРФ выпустил заявление, в котором говорится, что «федеральный центр» вынудил губернатора уйти, а сама отставка названа «омерзительной кремлёвской спецоперацией по увольнению Левченко»:

… благодаря целенаправленной и эффективной работе, губернатору-коммунисту удалось сформировать первый в стране Государственный план социально-экономического развития Иркутской области на 2019—2023 гг. и уже за счет удвоения бюджета области развернуть широкую социальную программу адресной помощи детям, молодежи, старшему поколению, инвалидам и другим категориям граждан. При этом только строительством и ремонтом социальных объектов в Иркутской области было охвачено в 2018 г. больше, чем в 2015 году: школ в 3,9 раза, спортивных объектов в 3,8 раза и культуры в 14 раз!

Обком КПРФ призвал к отставке президента России Владимира Путина и правительства Дмитрия Медведева.
14 декабря в Иркутске и в других городах Приангарья, а также по всей России, прошли митинги в поддержку ушедшего в отставку Сергея Левченко.

### Итоги губернаторства
За время работы губернатора-коммуниста Сергея Левченко на посту главы Иркутской области валовой региональный продукт области вырос на 19 % — с 1 трлн 1 млрд 718 млн руб. в 2015 году до 1 трлн 192 млрд 80 млн в 2017 году. В то время, как в РФ в целом рост составил 10,4 %. Таким образом, рост экономики Иркутской области превысил среднероссийский практически в 2 раза. ВРП на душу населения за тот же период вырос на 19,36 % — с 414 тысяч 987 руб.
При вступлении в должность в 2015 году дефицит бюджета Иркутской области составил 9 млрд 935 млн руб. В 2018 году бюджет региона был исполнен с профицитом в 13 млрд 586 млн руб. За время губернаторства Левченко бюджет области вырос более чем в два раза с 97 до 213 миллиардов рублей
Увеличил доходы от лесного комплекса в 4,5 раза, за счёт уменьшения незаконных вырубок на 53 % (выявление незаконных лесовозов, чипирование леса, регистрация и налогообложение законных лесозаготовителей). В 2017 году был собран рекордный урожай зерна (1-е место вместе с Красноярским краем по Сибири). В Братске был введен в эксплуатацию современный медицинский диагностический центр.
В 2015 году в области строился один объект культуры, в 2019-м — 46, социальных объектов (школы, детские сады, поликлиники, физкультурно-оздоровительные центры) в 2015 году возводилось 60, в 2019-м — 321.
Инвестиции в основной капитал региона в 2018 году выросли на 49,39 % по сравнению с 2015 годом. Безработица уменьшилась с 8,2 % в 2015 году до 7,6 % в 2018 году. Размер среднемесячной заработной платы в области вырос на 28,42 % по сравнению с 2015 года и в 2018 году составил 42 тысячи рублей.
Число преступлений в регионе с 2015 по 2018 годы сократилось на 15,68 %.

### Участие в выборах губернатора Иркутской области в 2020 году
21 мая 2020 года Сергей Левченко сообщил, что намерен участвовать в выборах главы региона, намеченных на сентябрь этого года. По словам политика, он согласовал это решение с руководством КПРФ. «Я свое решение принял и уже обсуждал его на уровне руководства партии. Следующий этап — это областная конференция, которая будет после официального объявления выборов, если они состоятся»,— рассказал Сергей Левченко. Бывший губернатор региона допускал вероятность отмены выборов из-за эпидемии коронавируса, а также не исключал, что его не допустят к выборам.
При назначении выборов в июне 2020 года они были объявлены досрочными, и, таким образом, Левченко мог бы в них участвовать лишь с разрешения президента Путина, поскольку законом запрещено принимать участие в досрочных выборах губернатора гражданину, который досрочно ушёл в отставку по собственному желанию с данной должности, что и стало причиной назначения этих выборов. Исключение возможно лишь при согласии на его выдвижение президента РФ.
В середине июня 2020 года Левченко обратился к президенту Путину за таким разрешением, но президент никак не отреагировал на это обращение.
Заксобрание Иркутской области назначило досрочные выборы на единый день голосования, 13 сентября. Предыдущий глава региона Сергей Левченко, который был избран от партии КПРФ, ушел в отставку по собственному желанию 12 декабря. Исполняющим обязанности губернатора стал замглавы МЧС Игорь Кобзев.
Перед сессией Заксобрания Иркутской области, на которой принимался закон о выборах губернатора, депутаты от фракции КПРФ пытались изменить формулировку предстоящих выборов. Они выступили против определения «досрочные», поскольку выборы пройдут в те же сроки - в единый день голосования 13 сентября 2020 года -  как если бы С.Г.Левченко и не снимался с выборов, но это предложение не было поддержано большинством от правящей партии.
По итогам скандальной сессии Заксобрания Левченко сделал официальное заявление, распространённое в прессе: «По субъективной причине, основанной не на букве закона, а лишь на необходимости решить политическую задачу – не допустить на выборы меня, большинство Законодательного собрания объявило эти выборы досрочными, а не очередными. Именно эта уловка позволяет манипулировать составом кандидатов, сделав его комфортным для действующего врио губернатора. Если анализировать законодательство, выборы главы Иркутской области являются очередными. В 2020 году истекает 5-летний губернаторский срок, и 13 сентября этого года будут проходить обычные, очередные, а не досрочные выборы. Они были бы независимо от того, кто является губернатором региона. Потому мы имеем дело с весьма вольной и ангажированной трактовкой закона» .
Позднее бюро Иркутского областного комитета КПРФ рекомендовало выдвинуть «запасным» кандидатом действующего депутата Государственной думы VII созыва и члена комиссии Госдумы по поддержке малого и среднего бизнеса Михаила Щапова.

### Дальнейшая деятельность
На выборах в Государственную Думу в 2021 году Сергей Левченко возглавил список от КПРФ в региональной группе 11 (Якутия, Иркутская, Магаданская области). Одержал победу и был избран депутатом Государственной думы Федерального собрания Российской Федерации VIII созыва. При этом (в контекстуальной связке с избранием в ГосДуму) сохранил максимальную связь с регионом, остаётся активным в региональной и федеральной политической повестке.
С. Г. Левченко занял активную позицию по вопросу введения в регионе дифференцированного тарифа на электроэнергию для населения, отстаивая интересы жителей и требуя от региональной власти более активных действий, предложил национализацировать каскад ГЭС на реке Ангаре и ТЭС. После введения дифтарифа выступил против установленного правительством РФ лимита энергопотребления в размере 6000 кВт/ч в месяц, так как в регионе нет альтернативного электричеству отопления индивидуальных домов.
Последовательно выступает за возвращение прямых выборов жителями города мэра Иркутска, а также других городов, где такие выборы были заменены опосредованными процедурами выборов глав муниципалитетов.
Левченко привлекает внимание общественности, региональных и федеральных властей к проблемам ликвидации последствий работы БЦБК и Усольехимпрома, в частности один из немногих, кто указывает на коррупционные признаки в работах по ликвидации последствий БЦБК, выступает против скандального законопроекта о сплошных рубках леса на Байкале. Большой акцент в природозащитной повестке С. Г. Левченко делает на риски и последствия утраты озером Байкал статуса объекта Всемирного природного наследия ЮНЕСКО и потенциального включения в список объектов Всемирного природного наследия под угрозой. Этой теме, в том числе, были посвящены митинги в Иркутской области. Выступление С. Г. Левченко в Государственной думе в июне 2022 года стало причиной усиления контроля за работами по ликвидации последствий деятельности БЦБК и Усольехимпрома и побудило провести выездное заседание профильного комитета ГД РФ в Усолье-Сибирском и Байкальске.
С. Г. Левченко был выдвинут несколькими региональными отделениями КПРФ, в том числе, московским горкомом, в качестве кандидата в Президенты РФ от партии на выборах 2024 года. При этом политологи называли С. Г. Левченко одним из наиболее перспективных кандидатов в Президенты РФ от КПРФ, который мог бы вызвать большой интерес избирателей.
Также политологи называют Левченко одним из потенциальных преемников Г. А. Зюганова на посту лидера КПРФ.

## Участие в выборах Губернатора Иркутской области в 2025 году
С. Г. Левченко рассматривается как один из главных участников избирательной гонки за пост Губернатора Иркутской области 2025 года.
При этом по состоянию на март 2025 года С. Г. Левченко не высказывался публично о своём участии в выборах губернатора Иркутской области 2025 года, однако озвучивал позицию Иркутского обкома КПРФ, что решением пленума обкома иркутские коммунисты ставят перед собой задачу победить на губернаторских выборах 2025 года. Официальное выдвижение кандидатов обычно происходит в июне после того, как региональный избирком объявит выборы.
Политологи анонсируют электоральную кампанию 2025 года в Иркутской области как одну из самых конкурентных и напряженных среди российских региональных кампаний 2025 года.

## Критика

### Незаконная охота
3 сентября 2018 года на YouTube была опубликована видеозапись, где Левченко стрелял в берлогу, в которой находился медведь, предположительно, находившийся в спячке. Депутат Государственной думы, глава комитета по природным ресурсам Николай Николаев обратился в Генпрокуратуру и МВД с просьбой дать оценку произошедшему.
27 декабря 2018 года на телеканале «Россия 24» вышел сюжет об охоте и убийстве губернатором спящего медведя. 29 декабря 2018 также вышел новостной сюжет на Первом канале Пресс-служба губернатора Левченко сообщила, что охота была законной и имела место не в 2018, как утверждает прокуратура, а в 2016 году, а руководитель иркутского охотничьего хозяйства сообщил, что охота была по лицензии и медведь был шатуном.
Генеральная прокуратура в ходе проверки установила, что 5 января 2017 года в дневное время лица без разрешительных документов с помощью огнестрельного оружия добыли медведя и других диких животных. Кроме того, ими нарушен приказ Минприроды «Об утверждении правил охоты», которым установлен период охоты. Злоумышленники причинили ущерб на сумму более 90 тыс. рублей. 29 декабря 2018 года прокуратурой Иркутской области было возбуждено уголовное дело по признакам преступления, предусмотренного ч. 2 ст. 258 «Незаконная охота, совершенная лицом с использованием своего служебного положения».
Сам С. Г. Левченко так прокомментировал данный случай: «Ничего незаконного не произошло. Меня проверяли по этому эпизоду несколько раз, в том числе, по запросу Генпрокуратуры. Четыре раза дело возвращали на доследование по запросу некоторых депутатов от ЕР, которых не удовлетворяло, что всё там законно. Но осадок остался».

### Незадекларированное имущество
По информации СМИ владеет земельным участком площадью 25 соток в посёлке Новая Разводная Иркутского района. На территории участка расположен жилой дом и ряд других построек. Информация о данной недвижимости не была отображена в декларациях о доходах Левченко за 2015, 2016 и 2017 годы.

### Заграничные поездки
Согласно материалам СМИ, в 2018 году Левченко в сопровождении делегации провёл 124 дня в командировках, в основном заграничных. Среди них следующие места посещения: Париж, Лион, Эвиан-ле-Бен (Франция), Верона (Италия), Улан-Батор (Монголия), Пекин, Харбин, Циндао (Китай), Гавана (Куба), Минск, Брест (Белоруссия), Вена (Австрия).

## Санкции
23 февраля 2022 года, из-за признания самопровозглашённых ДНР и ЛНР, включён в санкционный список Евросоюза, так как «поддерживал и проводил действия и политику, которые подрывают территориальную целостность, суверенитет и независимость Украины, которые еще больше дестабилизируют Украину».
24 февраля 2022 года, включён в санкционный список Канады «близких соратников режима» за голосование о признании независимости «так называемых республик в Донецке и Луганске».
24 марта 2022 года, на фоне вторжения России на Украину, включен в санкционный список США за «соучастие в войне Путина» и «поддержку усилий Кремля по вторжению в Украину», Госдеп США заявил что депутаты Госдумы используют свои полномочия для преследования инакомыслящих и политических оппонентов, нарушают свободу информации, ограничивают права человека и основные свободы граждан России.
Позднее, по аналогичным основаниям, включён в санкционные списки Великобритании, Швейцарии, Австралии, Японии, Украины и Новой Зеландии.

## Семья
- Первая жена (с 1976 по 1998 годы) — Людмила Ивановна Левченко (урождённая Арестова; род. 30 апреля 1954, Горно-Алтайск), в 1976 году окончила Новосибирский инженерно-строительный институт, до выхода на пенсию работала в Горархстройнадзоре при мэрии города Ангарска Иркутской области[78]. Брак между Сергеем Георгиевичем и Людмилой Ивановной был зарегистрирован 24 апреля 1976 года. Супруги расстались в 1998 году[79].
  - Дочь — Татьяна Сергеевна Мордуева (урождённая Левченко; род. 9 февраля 1977, Красноярск)[78][79], предприниматель. По состоянию на 28 сентября 2020 года в городе Ангарске являлась одним из учредителей ООО «Издательский центр „Салют“» (с долей 37,55 %), ООО «Сибстальмонтаж» (с долей 13 %), ООО «Управление механизации „Стальконструкция“» (с долей 13 %), ООО «Ангарстальконструкция» (с долей 13 %), ООО «Агентство недвижимости „Арбат“» (с долей 45 %), в городе Усолье-Сибирском — ООО «Усольский завод металлоконструкций» (с долей 13 %).
  - Сын — Андрей Сергеевич Левченко (род. 14 августа 1982, Ангарск[80]), в 2004 году окончил факультет промышленного и гражданского строительства[78] Московского государственного строительного университета, депутат Думы города Ангарска (2012—2014), депутат Законодательного собрания Иркутской области II (2016—2018) и III созывов (2018—2022[81]) по партийному списку «КПРФ», секретарь Ангарского городского отделения «КПРФ» (2015 — н. в.), генеральный директор ЗАО «Стальконструкция» в Ангарске (5 апреля 2011 — н. в.)[80][82][83][84][85].
- Вторая жена (с 1998 года по настоящее время) — Наталья Яковлевна Левченко (урождённая Пушмина[86], по первому мужу — Соловьёва; род. 10 мая 1958[78][86], Ангарск[86]), в 1982 году окончила юридический факультет Иркутского государственного университета по специальности «Государственное право»[86]. С 1991 по 2016 годы в Ангарске занималась бизнесом в области страхования, являлась учредителем и руководителем ЗАО «Страховая компания „Диана“»[79][86]. 
  - Дочь (приёмная) — Яна Александровна Соловьёва (род. 15 марта 1983, Ангарск), в 2005 году окончила факультет финансов и кредита Финансовой академии при Правительстве Российской Федерации, затем работала в ЗАО «Прайсвотерхауз-Куперс-Аудит»[78].
  - Дочь (приёмная) — Елена Александровна Соловьёва (род. 3 апреля 1987, Ангарск)[78].

## Награды
- Знак отличия «За заслуги перед Иркутской областью» (2008 год)[87]
- Благодарность Президента Российской Федерации (11 апреля 2014 года) — за достигнутые трудовые успехи, значительный вклад в социально-экономическое развитие Российской Федерации, заслуги в гуманитарной сфере, укреплении законности и правопорядка, активную законотворческую и общественную деятельность, многолетнюю добросовестную работу[88]
- Памятная медаль «В ознаменование 150-летия со дня рождения В. И. Ленина» (23 октября 2020 года)[89]